# Spandau (Berlín)
Spandau és una antiga ciutat i actual barri (Ortsteil) de Berlín. Està situat al seu districte homònim.

## Història

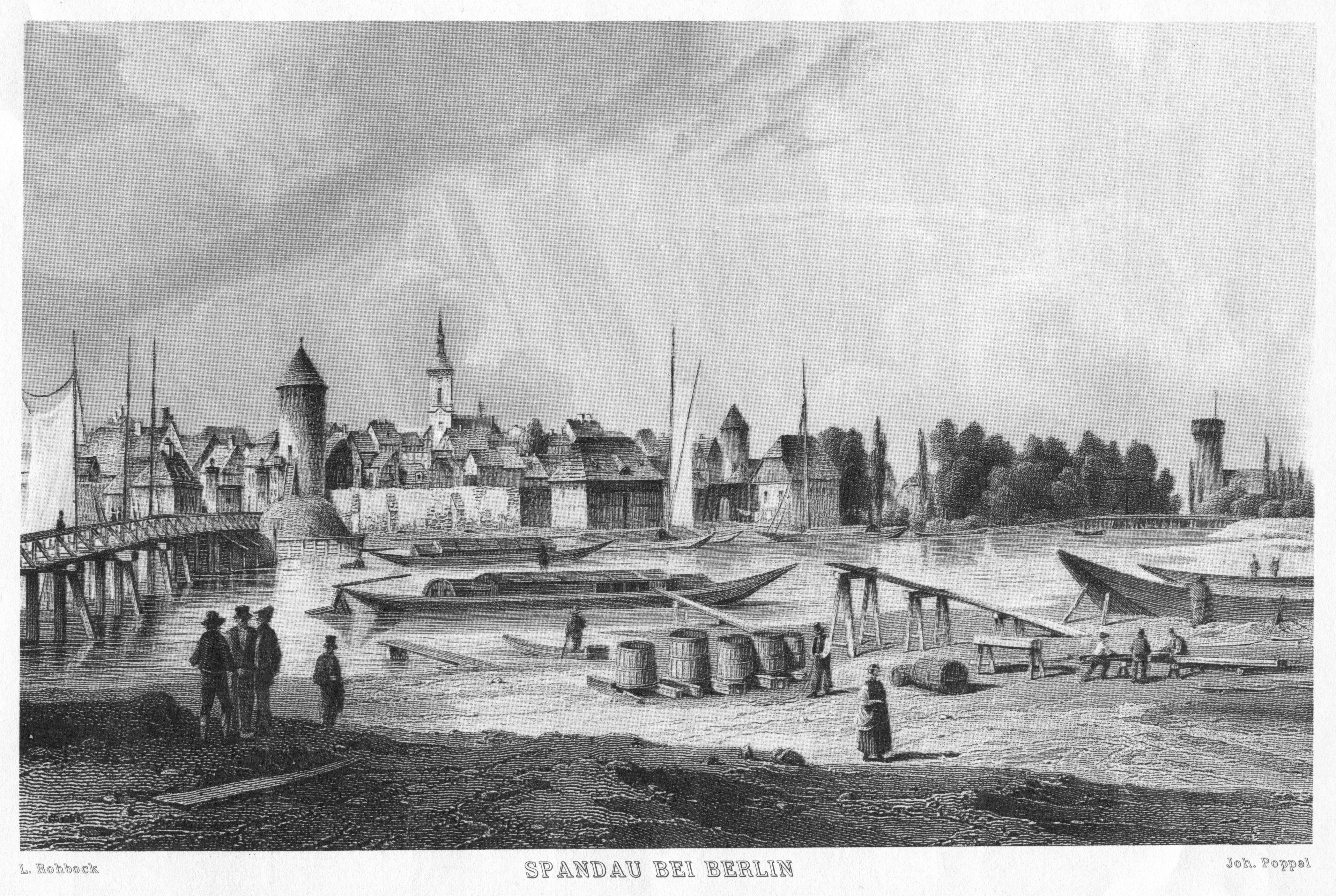
Dibuix de la localitat cap al 1850

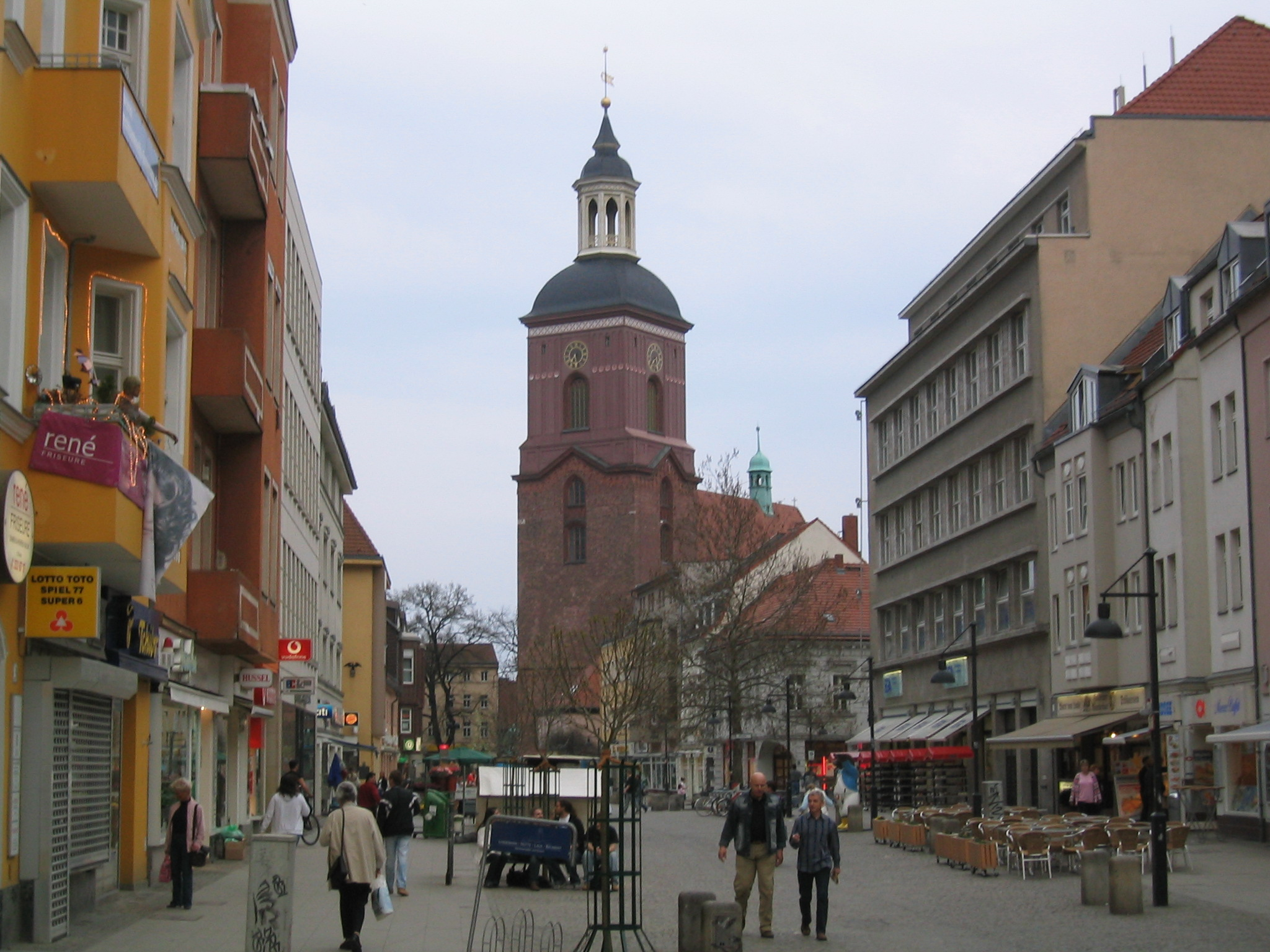
Centre de Spandau amb l'església de Sant Nicolau

La ciutat va ser fundada a la confluència dels rius Spree i Havel. L'assentament de la zona es remunta al segle vi quan els territoris orientals del riu Elba estaven poblats per diverses tribus eslaves. La història de Spandau comença en els segles VII o VIII, quan els Hevelli es va instal·lar a la zona i després va construir una fortalesa. Va ser conquistat el 928 pel rei alemany, Enric I, però va tornar a la dominació eslava després de la rebel·lió de 983. En 1156, el comte Albert l'Ós, va prendre possessió de la regió i es creu que va establir una fortalesa aquí, de la qual el nom Spandau s'ha originat. Va ser al voltant d'aquesta fortalesa que la ciutat de Spandau es va desenvolupar, convertint-se en el centre de tota la regió.
S'esmenta com "Spandowe" al 1197 en una escriptura d'Otó II, marcgravi de Brandenburg, 40 anys abans que Cölln, part de Berlín medieval. Spandau va rebre els drets de la ciutat el 1232.
Durant la govern de la Casa d'Ascània va començar la construcció de la Ciudadella de Spandau, que va ser completada entre 1559 i 1594 per Joaquim II de Brandeburg. El 1558, el poble de Gatow va passar a formar part de Spandau. Durant la Guerra dels Trenta Anys, Spandau es va rendir als suecs al 1634.
Al 1806, després de les Batalles de Jena i Auerstedt, les tropes franceses de Napoleó van prendre possessió de la ciutat i es van quedar fins 1807. Al 1812, Napoleó va tornar i la Ciutadella de Spandau va ser assetjada al 1813 per tropes prussianes i russes.
El poeta i revolucionari Gottfried Kinkel va ser reclús de la presó de la ciutat de Spandau des de 1849, fins que va ser alliberat pel seu amic Carl Schurz la nit del 6 de novembre de 1850.
Abans de la Primera Guerra Mundial, Spandau tenia grans foneries de canons, fàbriques per a la fabricació de pólvora i altres municions de guerra. Era un centre de la indústria armamentística a l'Imperi Alemany. També va ser una ciutat de guarnició amb nombrosos quarters, seu de la 5 e Brigada d'Infanteria de Guàrdies i 5è Guàrdies de Peu de l'exèrcit alemany. El 1920, la ciutat independent de Spandau (el nom de la qual havia estat canviat de Spandow al 1878) va ser incorporada a la Gran Berlín com a barri. Abans formava part de la província de Brandenburg.
Després de la Segona Guerra Mundial fins a 1990, quan Berlín es va dividir en quatre seccions administrades pels Aliats victoriosos, Spandau va formar part del Sector d'Ocupació Britànic al Berlín Occidental. La presó de Spandau, construïda el 1876, va servir per albergar els criminals de guerra nazis que van ser condemnats a empresonament als judicis de Nuremberg. Després de la mort del seu últim reclús, Rudolf Hess el 1987, la presó de Spandau va ser demolida completament pels poders aliats i posteriorment substituïda per un centre comercial.

## Geografia
Està situada al centre del seu districte. Limita amb Wilhelmstadt al sud, Staaken i Falkenhagener Feld a l'oest, Hakenfelde al nord, Haselhorst, Siemensstadt a l'est com també i Westend (del districte de Charlottenburg-Wilmersdorf).